# Paul Davies-Hale
Paul Davies-Hale (Inglaterra, Reino Unido, 21 de junio de 1962) es un deportista británico retirado, especializado en carreras de fondo. Ganó la prestigiosa maratón de Chicago en la edición del año 1989, con un tiempo de 2:11:25, que fue su mejor marca en la prueba. También ha ganado otras importantes carreras como la Morpeth To Newcastle Road Race o la Bolder Boulder.